# Comedy Central Australia
Comedy Central New Zealand ist der australische und neuseeländische Ableger des US-Senders Comedy Central. Er startete am 1. April 2009 in Neuseeland und am 1. April 2016 in Australien und ist seitdem 24 Stunden lang auf Sendung.

## Sendungen
- American Dad
- Auf schlimmer und ewig
- Becker
- Chappelle’s Show
- Dead Like Me – So gut wie tot
- Drawn Together
- Ellen
- Fist of Zen
- Frasier
- Monk
- Reno 911!
- Seinfeld
- Sex and the City
- South Park
- The Boondocks
- The Office
- The Sarah Silverman Program.